# Victoria Schwabová
Victoria Schwabová (vlastním jménem Victoria Elizabeth Schwab, * 7. července 1987) je americká spisovatelka, autorka literatury pro děti a mládež s prvky sci-fi a fantasy.

## Život a dílo
Je dcerou britské matky a amerického otce z Beverly Hills.
Publikuje od roku 2011. Svojí druhou knihou, mysteriózním příběhem s prvky fantasy, The Archived, vydanou nakladatelstvím Hyperion, New York, v roce 2013 (česky Archiv, překlad: Miroslava Urešová, CooBoo, Praha, 2014) se zařadila mezi úspěšné autorky YA (young adult) literatury ve Spojených státech amerických a uznání se jí dostalo i v zahraniční. Přestože odborné kritiky a recenze vytýkají dílu řadu nedostatků, mezi čtenáři, kterým je určeno, si získalo uznání a další pokračování série s názvem The Unbound, vyšlo v nakladatelství Hyperion, New York, v lednu 2014. Její knihy The Near Witch, Vicious a The Invisible Life of Addie LaRue se staly no.1 New York Times bestsellery. Její kniha Temnější tvář magie ( v originále: Darker Shade of Magic ) je jedna z nejprodávanějších knih nakladatelství Waterstone a vyhrála v roce 2015 cenu Telegraph za nejlepší young adult knihu roku. Neustále se pohybuje mezi Nashvillem, Francií a Edinburghem.

### Publikace
- Série The Near Witch
  - 2011 The Near Witch
  - 2012 The Ash-Born Boy (ekniha)
- Série Villains
  - 2013 Vicious (česky Neobyčejní, 2017)
  - 2018 Vengeful
- Série The Archived
  - 2013 The Archived (česky Archiv, 2014)
  - 2014 The Unbound (česky Dveře do prázdnoty, 2014)
- Série Everyday Angel (česky Můj anděl strážný)
  - 2014 New Beginnings (česky Nové začátky, 2016)
  - 2014 Second Chances (česky Druhá šance, 2016)
  - 2014 Last Wishes (česky Poslední přání, 2017)
- Série Shades of Magic
  - 2015 The Darker Shade of Magic (česky Temnější tvář magie, 2016)
  - 2016 The Gathering of Shadows (česky Setkání stínů, 2017)
  - 2017 A Conjuring of Light (česky Zaklínání světla, 2019)
- Série Monsters of Verity
  - 2016 This Savage Song (česky Divoká píseň, 2017)
  - 2017 Our Dark Duet (česky Temný duet, 2018)

- 2020 The Invisible Life of Addie LaRue (česky Neviditelný život Addie LaRue, 2021)
- Série Cassidy Blake
  - 2018 City of Ghosts (česky Město duchů, 2020)
  - 2019 Tunnel of Bones (česky Tunel z kostí, 2021)
  - 2021 Bridge of Souls (česky Most duší, 2022)